# Agenzia turistica

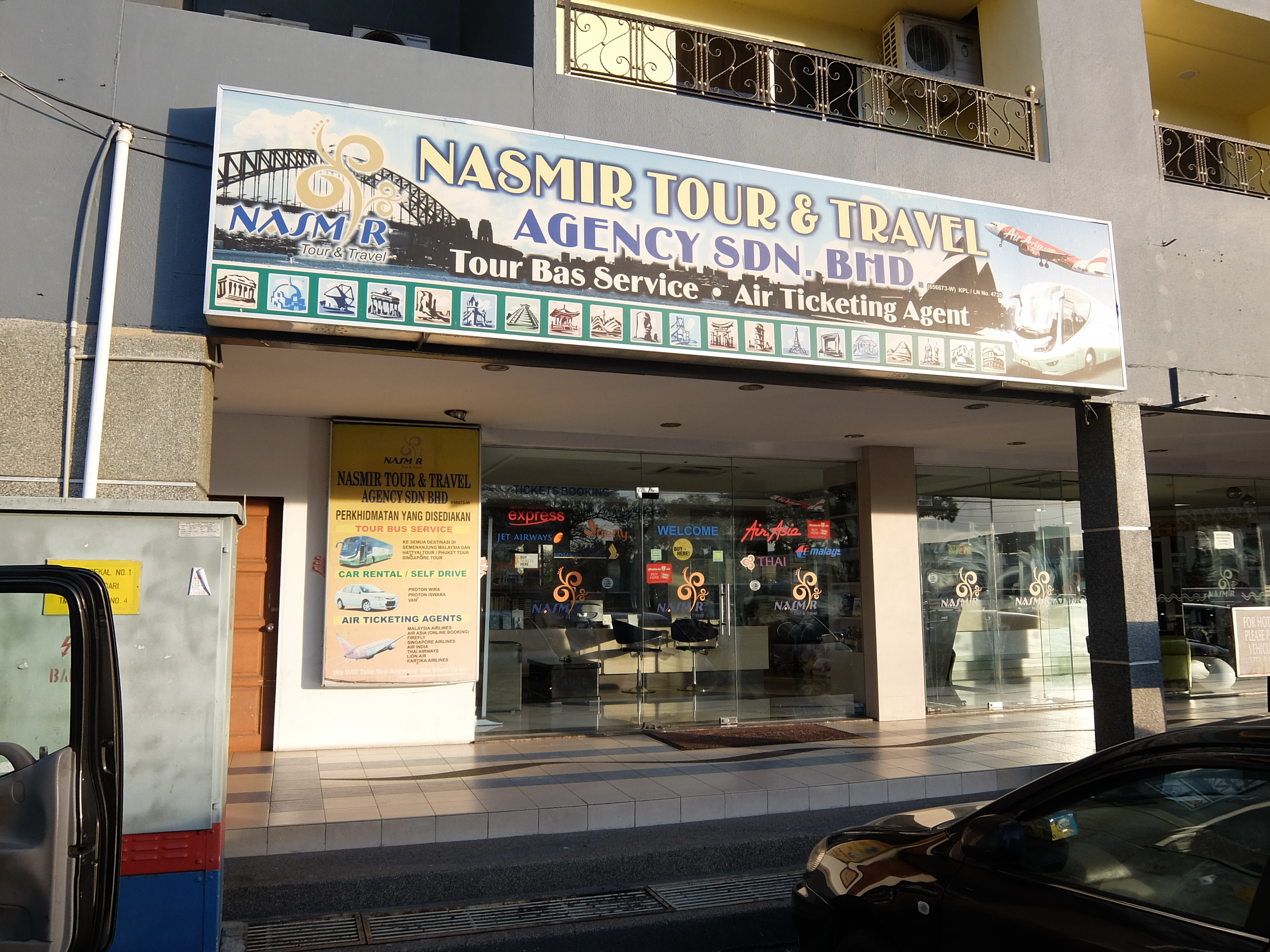
Agenzia turistica

Una agenzia turistica (comunemente agenzia di viaggio) è un'attività commerciale che offre servizi vari per chi si trovi ad effettuare un viaggio: dalla semplice emissione di biglietteria aerea, marittima, ferroviaria alla formulazione di pacchetti di viaggio e/o soggiorno personalizzati, in territorio sia nazionale che estero.

## Tipi di agenzie
Legalmente, le agenzie turistiche sono classificate in base alle autorizzazioni che sono state loro rilasciate:
- di tipo A: con e senza biglietteria aerea IATA; autorizzate all'organizzazione dei servizi (i cosiddetti Tour operator);
- di tipo B: con e senza biglietteria aerea IATA; autorizzate all'intermediazione nella vendita dei servizi.

### Tipologie distributive
- Agenzie in franchising: Queste agenzie di viaggi sono affiliate a un "network" che comprende altri punti vendita e ha una sede centrale che effettua i contratti con i fornitori di servizi e fornisce al punto vendita diversi strumenti per fidelizzare la clientela.

- Agenzie individuali: Queste agenzie prendono i contatti con i tour operator e con tutti i fornitori di servizi direttamente, e per questo hanno bisogno della figura del direttore tecnico, che si occupa dell'organizzazione . Il direttore tecnico deve essere qualificato e deve aver superato un esame statale per l'iscrizione all'albo.

- Agenzie in networking: il networking è una forma organizzativa che, tramite la stipula centralizzata di contratti con i tour operator, ha varie finalità: fornire agli associati agevolazioni sui pagamenti, siglare contratti/convenzioni con alberghi, società finanziarie, associazioni di categoria, società assicurative. Le agenzie affiliate ad un network, al contrario di quelle legate ad un franchising, godono di propria licenza e direzione tecnica (dunque lavorano in totale autonomia).

- Agenzie corrispondenti: due agenzie di viaggio ubicate in località diverse, sono in rapporto di corrispondenza quando collaborano sulla base di un accordo. Ne sono esempio le agenzie di viaggio multinazionali che hanno filiali e succursali in ogni continente, ma nell'impossibilità di avere agenzie in tutte le località, si avvalgono di agenzie locali ("corrispondenti") per le attività ricettive.

- Agenzie dettaglianti: le agenzie dettaglianti o travel agent sono, dietro licenza regionale, intermediarie nella vendita dei servizi turistici; costituiscono la grande maggioranza delle agenzie operanti. L'attività di intermediazione delle Adv ha le caratteristiche dell'attività commerciale, in quanto mette a disposizione degli eventuali acquirenti, beni e servizi prodotti da altre aziende in località distanti. Tuttavia, essa non consiste nell'acquisto di beni e servizi da rivendere, ma in un'attività effettuata in nome e per conto di terze persone.

## La Convenzione di Bruxelles
La Convenzione di Bruxelles ha introdotto la bipartizione di fondo tra le agenzie in tour operator che si occupano dell'organizzazione del viaggio e in travel agent che si limitano ad essere degli intermediari di viaggi.
In tal modo sono state create due diverse figure contrattuali: il contratto di organizzazione e il contratto di intermediazione. 
Il contratto di organizzazione di viaggio è un contratto nel quale “una persona si impegna a suo nome a procurare a un'altra, per mezzo di un prezzo globale, un insieme di prestazioni comprendenti il trasporto, il soggiorno separato dal trasporto o qualunque altro servizio che ad essi si riferisca”; in altre parole si impegna nell'organizzare un pacchetto turistico completo. 
Per tale tipologia di contratto, erano nati dei problemi per l'individuazione della sua corretta natura giuridica, perché era stato dapprima interpretato come contratto di trasporto, poi come contratto di mandato. 
Il tour operator stipula tali contratti avendo come contraente un'agenzia di viaggio dettagliante oppure vendendo direttamente il pacchetto al cliente 
Con il contratto d'intermediazione “una persona si impegna a procurare all'altra, per mezzo di un prezzo, sia un contratto di organizzazione di viaggio, sia uno dei servizi separati che permettono di effettuare un viaggio o un soggiorno qualsiasi”. 
In tal caso il travel agent è solo un intermediario e non il produttore del pacchetto.

## L'aspetto giuridico delle agenzie di viaggio

### Italia
La prima agenzia viaggi italiana e quarta a livello mondiale, in ordine di tempo, è la Chiariva, fondata a Milano nel 1878.
Nel definire le agenzie di viaggio e turismo, le varie regioni italiane hanno mantenuto il riferimento all'art. 9 della prima legge quadro 217/1983, infatti:
Sono agenzie di viaggi e turismo le imprese che esercitano attività di produzione, organizzazione di viaggi e soggiorni, intermediazione nei predetti servizi o anche entrambe le attività, ivi compresi i compiti di assistenza e di accoglienza ai turisti.
Esse sono sorte grazie a due specifiche esigenze: 
- L'organizzazione e la produzione di viaggi con finalità turistiche o d'affari;
- La vendita di servizi legati ai vari biglietti dei vettori, la prenotazione di servizi ricettivi, la produzione e la vendita di servizi di accesso e accoglienza;

Con l'affermarsi di tale attività economica, lo Stato italiano, ha prodotto disposizioni normative per regolare il settore, cioè per garantire i viaggiatori.
In effetti l'ultimo rilevante intervento è costituito dalla Legge 135/2001, la quale, all'articolo 2, comma 4, demanda ad un Decreto del Presidente del Consiglio dei ministri la definizione dei principi e degli obiettivi per la valorizzazione e lo sviluppo del sistema turistico.n assenza delle relative autorizzazioni, l'attività di agenzia turistica è irregolare.